# 高橋克実と山瀬まみ おしゃべりキャッチミー
高橋克実と山瀬まみ おしゃべりキャッチミー（たかはしかつみとやませまみ おしゃべりキャッチミー）は、ニッポン放送で放送されていたラジオ番組。2007年4月7日放送開始、2010年6月26日終了。
ちなみに番組名の「キャッチミー」は高橋の愛称である「カッツミー」と山瀬の名前「まみ」を掛け合わせている。

## 概要
ラジオ初挑戦の高橋克実と、「円蔵・まみのお昼だヨイショ!」「うえちゃん・山瀬の涙の電話リクエスト」「うえやなぎまさひこのサプライズ!」等で活躍してきた山瀬まみが送るトークバラエティ番組。
- 後番組のパーソナリティを務める和田アキ子からよく駄目出しをされ、和田がスタジオを訪れると高橋は和田に「アッコさん、もうそろそろ本番が始まるので戻ったほうがいいんじゃないですか?」など言っている。
- 山瀬曰く、高橋は「和田」と聞くとよく驚いた表情をするらしい。
- 2008年1月5日放送分では山瀬が正月休みを取り、高橋が一人で担当した。山瀬はテレビで数多くのレギュラーを抱えており、土曜日はこの番組のほかに「ブロードキャスター」（TBS、2008年9月20日放送終了）のレギュラー出演があったものの、この日はブロードキャスターの放送がなかったため、山瀬の体調を考慮したホリプロが申し出たものと思われる。
- 2008年8月16日放送分も山瀬が夏休みを取り（この日もブロードキャスターの放送なし）、助っ人パーソナリティとして八嶋智人が出演（トリビアの泉でのおなじみコンビ）。また「カルピス ピースフルウィークエンド」のコーナーのみ増田みのりがアシスタントを務めた。

## パーソナリティ
- 高橋克実
- 山瀬まみ

## アシスタント
- 増田みのり
  - 2009年4月11日以降、一部のコーナーのみ登場する。

## レポーター
- 田中順子※2009年3月28日まで。
- 徳武樹里※同上。
- ジェロ※CDデビュー前の2008年1月より、コーナーレポーター。2009年4月4日まで。

## 放送時間
- 毎週土曜日　8:30 - 10:50（〜2009年3月28日 8:30 - 11:00）

2009年4月11日放送分より10:50から『ヨドバシカメラプレゼンツ 細川茂樹の家電ソムリエ』（KBCラジオ製作）がスタートしたため放送時間が10分短くなった。

## テーマソング
- Dixie Chicks「You Can't Hurry Love」 ※番組最初期のみ

## タイムテーブル
★は「とくモリ!歌謡サタデー」にて継続（一部改題）、☆は「ごごばん!フライデースペシャル」にて継続
- 8:30　オープニング
- 8:40☆カルピス ピースフルウィークエンド
- 8:50　ニッポン放送ニュース・天気予報
- 8:52　交通情報（警視庁・首都高速）
- 8:57　公営レースのご案内
- 9:00　9時のコント
  - 前週のグランプリに輝いたリスナーが高橋・山瀬とともにコントを行う。
- 9:10　メール・電話のコーナー
- 9:20　歴史トリビア　クイズおしゃべり偉人伝→クイズこの人を見よ！ 歴史をつくった人びと伝
  - 2010年4月3日からコーナーが変わり、ポプラ社が発行している書籍「この人を見よ！ 歴史をつくった人びと伝」を元に、歴史上の人物の別の運命を予測する。
- 9:30　ニッポン放送ニュース
- 9:33　交通情報（首都高速）
- 9:35　おしゃべりタックミー
  - いろいろな業界の匠をゲストに呼ぶ。テーマ曲は匠にあやかって、『大改造!!劇的ビフォーアフター』と同じ曲を使用。
- 9:45　ライフサポート 快適生活ラジオショッピング
- 9:50　天気予報
- 9:57　交通情報（警視庁）
- 10:00　10時のコント
- 10:05　フリートーク
- 10:18★日本全国うまいものキャッチミー
- 10:33　交通情報（首都高速）
- 10:35★さわやか元気プレゼンツ ユミリーの風水キャッチミー
  - 直居由美里が風水による診断を行う。
- 10:40　天気予報
- 10:44　交通情報（警視庁）
- 10:46　エンディング

## エピソード

### 放送第1回
- 高橋はこの番組がラジオパーソナリティ初挑戦であり、以下のようなエピソードを残した。
  - あまりに緊張していたため、タイトルコールで本来山瀬と一緒にコールすべき「キャッチミー」[1]の部分をワンテンポ置かないで一人で言ってしまい、乗り遅れた山瀬の「あ。」という声が入ってしまったうえに、その後のオープニングトークで初回にしていきなり山瀬の説教を喰らう羽目になってしまった。
    - さらに高橋はその言い訳に、「（原稿には割り台詞であることを示す「二人」と書いてあったのを）劇団ふたりさんとかが来るのかと思った」などと言ってしまい、山瀬を一層呆れさせた。

  - リスナーからのメールを紹介する際、書いてあった「RN（ラジオネームの略）」をネームの一部と勘違いしてしまい、そのまま“アールエヌ”と読んでしまい、山瀬から「それじゃ、みんな“アールエヌ”でしょ!」とツッコまれた。
  - スピッツの『君が思い出になる前に』を掛けようとした際、進行表の曲名の前に振ってあった「M（ミュージックの略）」も曲名の一部と勘違いして『M君（えむくん）が思い出になる前に』と言ってしまった。

### コント関係
- 当初は山瀬が「滝川クリスタルキング」という名前で滝川クリステルの物まねをして登場していた。
  - 本家の滝川が「ニュースJAPAN」を降板した時期と前後して、この物まねを一時期止めていたが後に復活した。
- 山瀬が高橋の妹に扮して高橋宛の手紙を読み上げ、その際に幼稚園児だった頃の高橋が新潟地震に遭遇した際の幼稚園教師とのエピソード（避難時に逃げ遅れた高橋を教師が拾い上げて外のレスキュー隊員に向かって放り投げた瞬間に園舎が崩壊、以降高橋はその教師を慕って付きまとうようになった、というもの。）が紹介されたことがあった。
  - シナリオ上は、園舎が崩壊したことになっているが、実際には崩壊はしていない。
  - 本コントは、番組スタッフが高橋を言葉巧みに騙して実妹の連絡先を確認したうえで、高橋には内緒で妹に取材してそのエピソードを引き出したという大作である。
  - 当然ながら、事実を知らされていなかった高橋は唖然とし、初めて自分がスタッフに騙されていたことを知った。

### クイズコーナー関係
- スタッフが用意したヒントの写真や新聞・雑誌の切り抜き（当然ながら問題の内容とは全く関係なく、正解の番号や語句に関する語呂あわせなどが隠されている）が用意されており、高橋はいつもそこから解答を導き出そうとするため、出題役の増田みのりアナウンサーからは「お願いですから、問題の内容から（答を）考えてください」と窘められるのがお約束だった。
- 当初は高橋が3週連続で正解すると増田アナと交際できるというルールが設けられていたが、3週連続正解した週に夏休みをとって（しかも、直前の「栗村智 あなたと朝イチバン」には通常どおり出演したうえで）休演し、飯田浩司アナに代役を任せた。その事実を全く知らされていなかった高橋は正解したにもかかわらず、すっかりふて腐れてしまい、翌週からは「増田アナの独身の友達を高橋に紹介する」「増田アナ＆その友達と合コン出来る（このルールには高橋だけでなく番組スタッフらも乗ってきている）」、あるいは山瀬向けに「イ・ビョンホンに会わせる」「瑛太に会わせる」などというルールに変更となった。
- 高橋は当初、特に物まねなどを行っていなかったが、ある時期から「森本しオ（森本レオのパロディ）」「右坂浩二（石坂浩二のパロディ）」などの物まねキャラで登場するようになった。

### 最終回
- ゲストに佐藤浩市が登場。ただしサプライズ演出として高橋には「電話での出演」としか伝えず、以下のように念入りな根回しを行っていた（目論見は大成功し、高橋は佐藤がスタジオに現れるまで完全に気付かなかった）。
  - 山瀬には前もって前週に佐藤がスタジオ出演する旨を伝えていたが、その際にスタッフから「克実さんには黙っておいてください」と念押ししていた。
  - わざと偽物の進行表（キュー・シート）を起こして、悟られないようにしていた。
- 佐藤は10時のコントにも出演、最初は高橋と共演した『官僚たちの夏』の風越信吾の演技だったが悪乗りした高橋に無茶振りをされて、即席で田中邦衛の物真似を披露させられる羽目になった。

## 註
1. ↑  本来は「ニッポン放送 高橋克実と」（高橋）→「山瀬まみ」（山瀬）→「おしゃべり」（高橋）→「キャッチミー！」（二人）、となるはずであった。